# Cliona patera
Cliona patera är en svampdjursart som först beskrevs av Thomas Hardwicke 1822.  Cliona patera ingår i släktet Cliona och familjen borrsvampar. Inga underarter finns listade i Catalogue of Life.